# Финке, Фиделио Фридрих
Фиделио Фридрих Финке (нем. Fidelio Friedrich Finke; 22 октября 1891, Йозефсталь, Богемия — 12 июня 1968, Дрезден) — чешско-немецкий композитор.

## Биография
Происходил из семьи музыкантов, в которой на протяжении трёх поколений было в ходу имя Фиделио в честь одноимённой оперы Людвига ван Бетховена. Отец Финке, также Фиделио Финке (1860—1940), был, в частности, автором фортепианных переложений опер Вагнера. Наиболее значительной фигурой был дядя композитора Ромео Финке (1868—1938), исполнительный директор Немецкой академии музыки в Праге.
Финке окончил Пражскую консерваторию (1911) по классам своего дяди (фортепиано) и Витезслава Новака (композиция). Некоторое время он преподавал в музыкальной школе города Ческе-Будеёвице, а в 1915 г. вернулся в Пражскую консерваторию преподавателем. С 1920 года преподавал в Немецкой академии музыки в Праге, с 1926 г. профессор, с 1927 г. возглавил академию, продолжив руководить этим учебным заведением и после его преобразования в 1940 г. в Высшую школу — Институт музыки. Считался создателем композиторской школы судетских немцев. Среди его учеников — композитор Саша Гроссман. В 1928 и 1937 годах становился лауреатом Государственной премии Чехословакии.
После окончания Второй мировой войны Финке был отстранён от всех занимаемых должностей, на основании так называемых Декретов Бенеша его имущество было конфисковано. Единственный сын Финке погиб на фронте. После попытки самоубийства Финке был вывезен советской оккупационной администрацией в Москву, а оттуда переправлен в Дрезден. В 1946—1951 годах Финке был ректором Дрезденской академии музыки и театра, с 1951 года — профессором Лейпцигской Высшей школы музыки. В 1956 году удостоен Национальной премии ГДР.
Именем Финке названы музыкальная школа в Пирне и улица в Дрездене.

## Творчество
Уже студенческое Интермеццо для фортепиано Финке (1909) было удостоено Венским музыкальным обществом Премии имени Брамса, а его выпускное сочинение — Сюита № 1 для струнного оркестра — было исполнено Венским филармоническим оркестром под управлением Феликса Вайнгартнера. Ранний этап творчества Финке, характеризовавшийся влиянием позднего романтизма и импрессионизма в духе Брамса и Регера, нашёл наиболее яркое выражение в «Рыцарском бурлеске» (нем. Reiter-Burleske) для фортепиано (1913) с посвящением «Дон Кихоту во мне и в каждом» — это сочинение было с успехом исполнено спустя 10 лет на первом фестивале новой музыки в Зальцбурге. К этому же периоду относится работа Финке над незавершённой оперой «Потонувший колокол» (нем. Die versunkene Glocke; 1916—1918, по одноимённой сказке Герхарта Гауптмана).
В 1920-е гг. творчество Финке испытало влияние авангардных тенденций — прежде всего, Арнольда Шёнберга. Клавирное трио Финке вызвало резонанс на фестивале современной музыки в Праге (1924). К центральным произведениям этого периода относится симфония «Пан» (1919). Затем, в соответствии с изменением общественного и культурного климата, в работах Финке усилился элемент идеологии. В 1930-е гг. его наиболее значительным произведением стала опера «Путь Иакова» (нем. Die Jakobsfahrt; 1936), премьерой которой дирижировал Георг Селл. К 1941 г. относится Немецкая кантата Финке (нем. Deutsche Kantate) на стихи профашистского поэта-пропагандиста Франца Хёллера, впервые исполненная оркестром под управлением Йозефа Кайльберта 19 октября по случаю 50-летия композитора в здании Рудольфинума, только что переоборудованного в концертный зал из зала заседаний парламента Чехословакии.
В позднем творчестве Финке — множество камерных сочинений, в том числе ряд пьес для духовых составов, а также сказочная опера «Волшебная рыбка» (нем. Der Zauberfisch; 1959). Некоторые произведения 1960-х гг. элементами гротеска напоминают о музыке 1920-х.